# Bushveld-Komplex

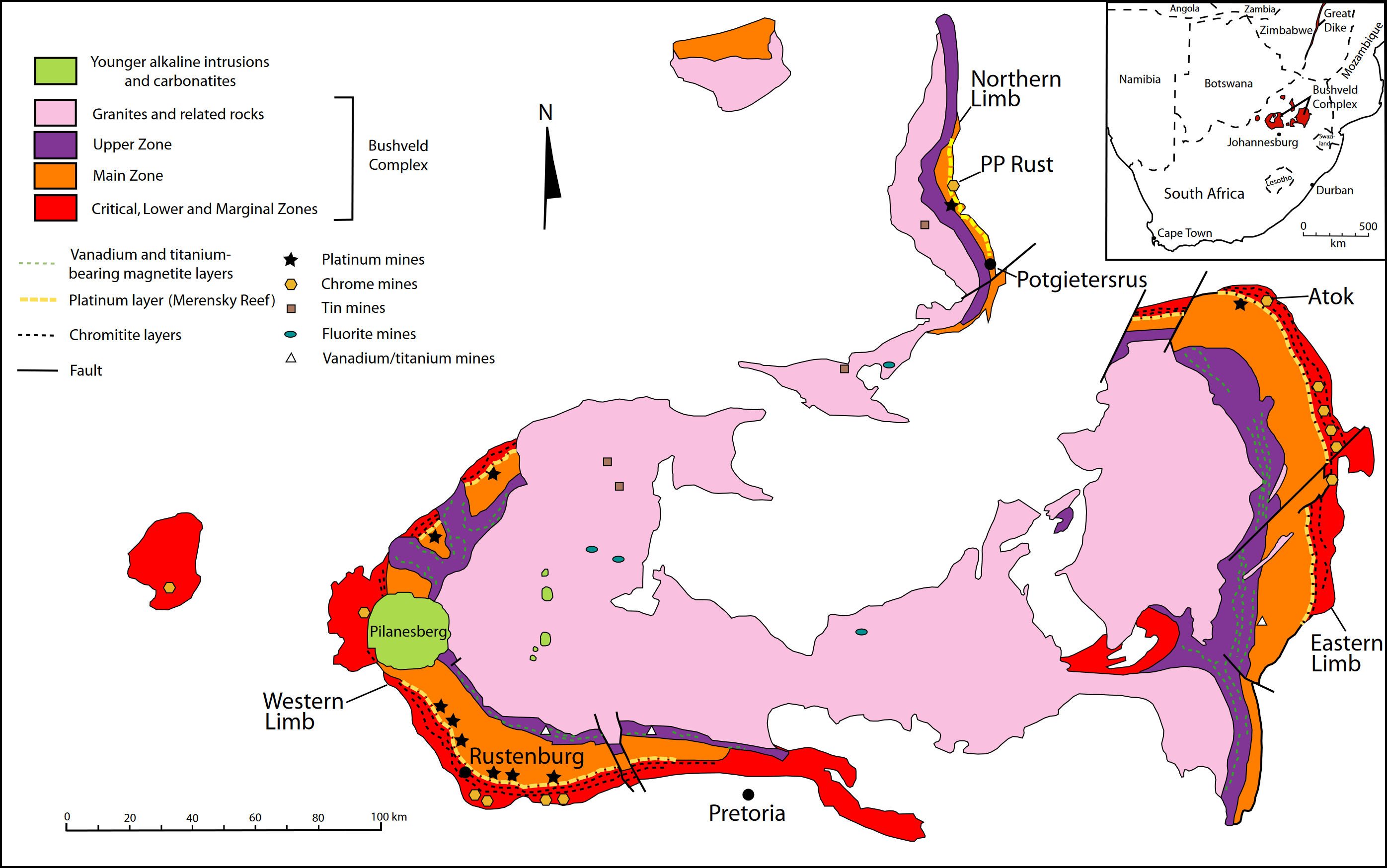
Geologische Übersichtskarte vom Bushveld-Komplex

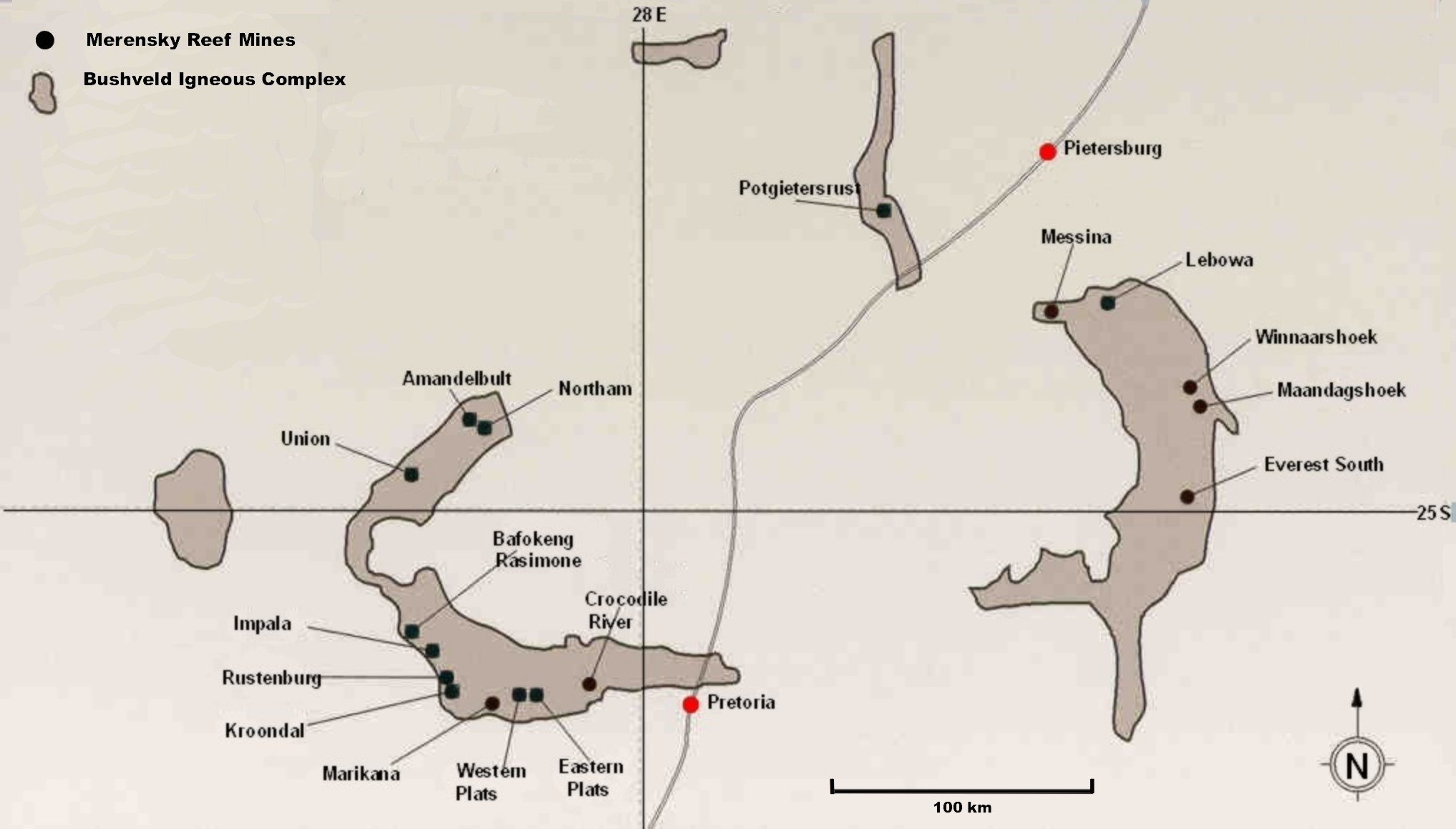
Bergwerke im Bushveld-Komplex

Der Bushveld-Komplex in Südafrika ist einer der größten Intrusivkomplexe basischer Schmelzen der Erde und zeichnet sich durch seine magmatischen Schichten (englisch Layered Intrusions) aus. Die Konzentration von Platingruppenelementen-Lagerstätten hat geopolitische Bedeutung.

## Lage und Größe
Der Komplex liegt im Grenzgebiet der vier Provinzen Nordwest, Gauteng, Mpumalanga und Limpopo in Südafrika. Er entstand vor rund 2,06 Milliarden Jahren. Bei einer aufgeschlossenen Fläche von 460×245 km² beträgt die Gesamtmächtigkeit des Komplexes bis zu 8 km.
Nur Teile des Komplexes sind aufgeschlossen; insgesamt werden auf geophysikalischer Datengrundlage vier schüsselförmige Intrusionskörper (Loben) postuliert. Die Loben bestehen aus mafischen und ultramafischen Gesteinen, die an allen Seiten mit 10° bis 20° zum Zentrum hin einfallen. Es ergibt sich ein untertassenförmiger Körper, der geologisch als Lopolith bezeichnet wird.

## Zusammensetzung

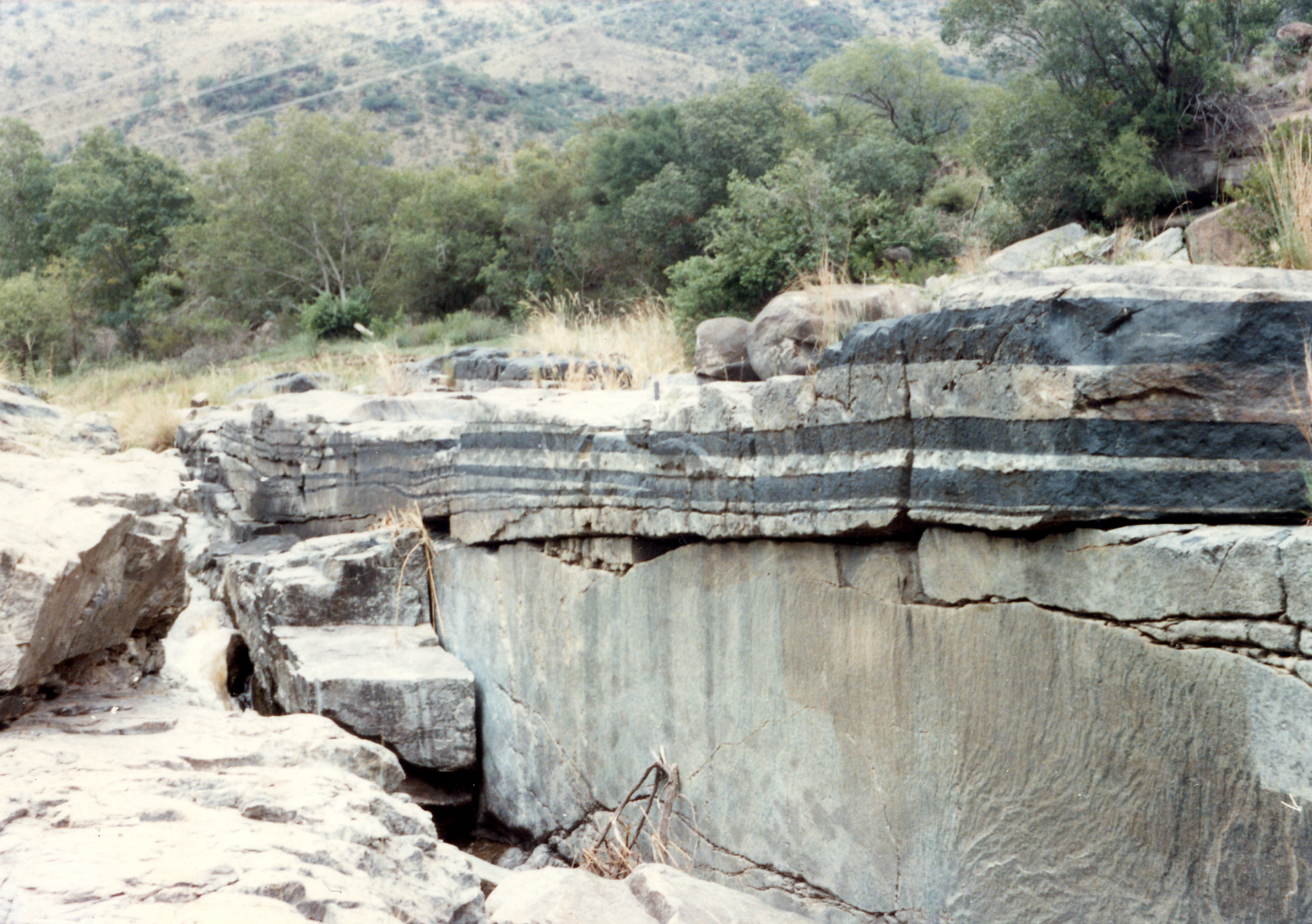
Aufschluss von lagenförmigem Chromitit und Anorthosit (magmatische Differentiation) am Dwarsrivier in der Region Steelpoort

Der magmatische Komplex besteht nach geochemischen Gesichtspunkten aus zwei Sektionen. Die felsische (sauer) Phase wird als Lebowa Granite Suite (Granite und Granitoide) bezeichnet und die mafische (basisch) Phase als Rustenburg Layered Suite. Beide Einheiten sind annähernd gleichen Alters und entstammen demselben magmatischen Intrusionsereignis.
Die basischen Magmen, aus denen die Loben entstanden sind, wiesen eine magmatische Schichtung auf, so dass eine Lagenintrusion entstand. Das Magma, mit einer geringeren Dichte als das umgebende Gestein, stieg aus dem Erdmantel in den Bereich der kontinentalen Kruste auf. Während der Kristallisation wurde das Magma durch die Bildung relativ schwerer Kristalle (z. B. Olivin) chemisch ständig verändert, so dass eine fraktionierte Kristallisation im Sinne von Norman L. Bowen stattfand, die magmatische Differentiation.
Die Basis des Komplexes wird durch Dunite und Peridotite gebildet; es folgen Pyroxenite und Norite, aus denen der Naturstein Impala gewonnen wird.
Das Merensky Reef innerhalb der Komplexbasis ist eine orthomagmatische Lagerstätte, die als die weltweit wichtigste Platinmetalllagerstätte gilt. Auch Chrom, Kupfer und Nickel sind bauwürdig vorhanden.
Der im Hangenden folgende Hauptteil der Intrusion besteht aus Gabbroiden.
Den oberen Abschluss bilden Granophyre und Granite, die vermutlich im Gefolge der Intrusion durch Aufschmelzung von kontinentaler Kruste durch das basische Magma und durch Vermischung der Magmen entstanden sind.